# ブエルタ・ア・カスティーリャ・イ・レオン
ブエルタ・ア・カスティーリャ・イ・レオン（Vuelta a Castilla y León）は、スペイン、カスティーリャ・イ・レオン州で行われている、自転車競技、ロードレースのステージレースの名称。UCIヨーロッパツアー2.1にランクされている。

## 歴史
1985年に創設。2009年まではおおむね3月下旬の開催だった。
1993年にミゲル・インドゥラインが優勝を果たして以降、著名選手が総合優勝を果たす機会が多くなった。加えて、4月上旬に行われるバスク一周の前哨戦の意味合いも大きく、アルベルト・コンタドールは2008年の当レースを制した後、バスク一周でも総合優勝を果たしている。
しかし、2010年以降は、例年5月中旬頃に開催されていたカタルーニャ一周が3月下旬へと開催時期が移行することに伴い、バスク一周終了後の4月中旬へと開催が移行になった。
新型コロナウイルス感染症の世界的流行 (2019年-)により2020年は未開催。2021年、2024年、2025年はワンデイレースとして開催された。2021年以降は7月下旬に開催されている。

## 歴代優勝者
| 年   | 優勝者                     |
| ---- | -------------------------- |
| 1985 | ヘスス・ブランコ・ビリャル |
| 1986 | アルフォンソ・グティエレス |
| 1987 | アルフォンソ・グティエレス |
| 1988 | ライムント・ディーツェン   |
| 1989 | フェデリコ・エチャベ       |
| 1990 | 中止                       |
| 1991 | ホセ・ロドリゲス・ガルシア |
| 1992 | アシアテ・サイトフ         |
| 1993 | ミゲル・インドゥライン     |
| 1994 | メルチョル・マウリ         |
| 1995 | サンティアゴ・ブランコ     |
| 1996 | アンドレア・ペロン         |
| 1997 | アンヘル・カセロ           |
| 1998 | アイトール・ガルメンディア |
| 1999 | レオナルド・ピエポリ       |

| 年   | 優勝者                       |
| ---- | ---------------------------- |
| 2000 | フランシスコ・マンセボ       |
| 2001 | マルコス・セラノ             |
| 2002 | フアン・ミゲル・メルカド     |
| 2003 | フランシスコ・マンセボ       |
| 2004 | コルド・ヒル                 |
| 2005 | カルロス・ガルシア・ケサダ   |
| 2006 | アレクサンドル・ヴィノクロフ |
| 2007 | アルベルト・コンタドール     |
| 2008 | アルベルト・コンタドール     |
| 2009 | リーヴァイ・ライプハイマー   |
| 2010 | アルベルト・コンタドール     |
| 2011 | シャビエル・トンド           |
| 2012 | ハビエル・モレノ             |
| 2013 | ルーベン・プラサ             |
| 2014 | デイビット・ベルダ           |

| 年   | 優勝者                                                     |                                                            |
| ---- | ---------------------------------------------------------- | ---------------------------------------------------------- |
| 2015 | ピエール・ロラン                                           |                                                            |
| 2016 | アレハンドロ・バルベルデ                                   |                                                            |
| 2017 | ジョナタン・イヴェール                                     |                                                            |
| 2018 | ルベン・プラサ                                             |                                                            |
| 2019 | ダヴィデ・チモライ                                         |                                                            |
| 2020 | 新型コロナウイルス感染症の世界的流行 (2019年-)により未開催 | 新型コロナウイルス感染症の世界的流行 (2019年-)により未開催 |
| 2021 | マティス・ルヴェル                                         |                                                            |
| 2022 | サイモン・イェーツ                                         |                                                            |
| 2023 | エドゥアルド・セプルベダ                                   |                                                            |
| 2024 | カレブ・ユアン                                             |                                                            |
| 2025 | アイマル・エチェベリア                                     |                                                            |